# Alex Robinson (baloncestista)
Don Alex Robinson Jr. (Fort Worth, Texas, 20 de mayo de 1995) es un baloncestista estadounidense que pertenece a la plantilla de los Iowa Wolves de la G League. Con 1,96 metros de estatura, juega en la posición de base.

## Trayectoria deportiva

### Universidad
Jugó una temporada con los Aggies de la Universidad de Texas A&M, en la que promedió 5,2 puntos, 2,3 rebotes y 2,6 asistencias  por partido. Al término de esa temporada fue transferido a los TCU de la Universidad Cristiana de Texas, donde tras pasar el año en blanco que imponen las normas de la NCAA, jugó tres temporadas más, en las que promedió 11,2 puntos, 6,3 asistencias, 3,3 rebotes y 1,4 robos de balón por partido. En la temporada 2017-19, estaboeció un nuevo récord de la conferencia de asistencias en un partido, al repartir 17 en un encuentro con victoria ante Iowa State. En su último año fue incluido en el tercer mejor quinteto de la Big 12 Conference.

### Profesional
Tras no ser elegido en el Draft de la NBA de 2019, se unió a los Sacramento Kings para disputar las Ligas de Verano de la NBA, con los que jugó cinco partidos, en los que promedió 2,2 puntos y 2,2 rebotes. En noviembre firmó su primer contrato profesional con los Canton Charge de la G League.